# Hypogrella poecilis
Hypogrella poecilis is een hooiwagen uit de familie Sclerosomatidae.